# 가두리

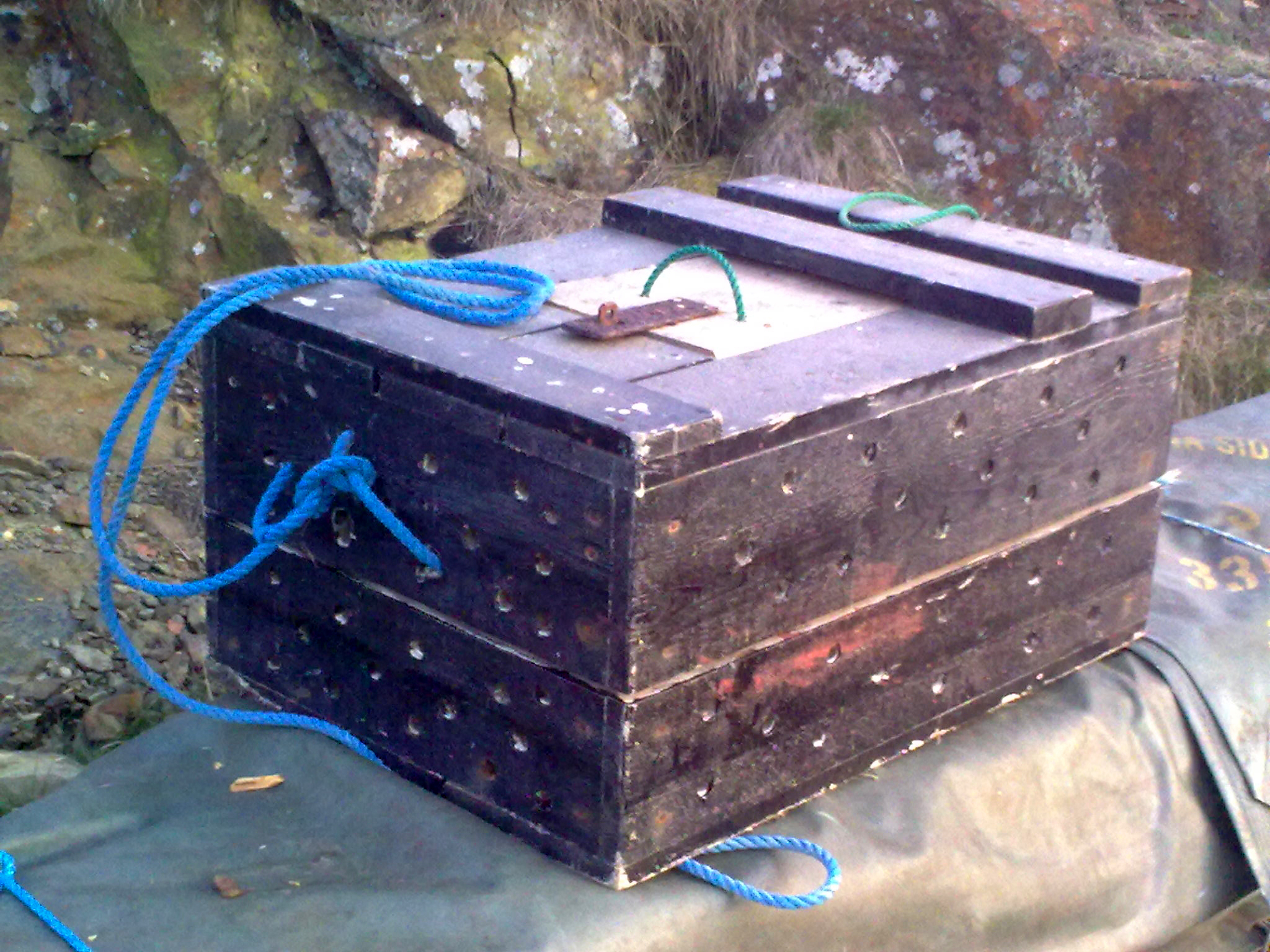
나무 상자형 가두리

가두리는 수산동물을 살려두는 곳이나 기구이다. 사용하는 재료에 따라 그물 가두리, 상자형 가두리, 대나무 가두리 및 탱크 가두리 등이 있다.
가두리는 바깥쪽, 가장자리를 뜻하는 '가'와 '두르다'가 합쳐진 말로, 통상 어떤 물체 겉쪽의 휘두를 언저리를 이르는 말이다.

## 같이 보기
- 가두리 양식